# Park Sung-Hwan
Park Sung-Hwan (en coreano: 박성환; Jeju, 4 de septiembre de 1984) es un deportista surcoreano que compitió en bádminton. Ganó una medalla de bronce en el Campeonato Mundial de Bádminton de 2010 en la prueba individual.

## Palmarés internacional
| Campeonato Mundial | Campeonato Mundial | Campeonato Mundial | Campeonato Mundial |
| Año                | Lugar              | Medalla            | Prueba             |
| ------------------ | ------------------ | ------------------ | ------------------ |
| 2010               | París (Francia)    | Medalla de bronce  | Individual         |